# Asphondylia stachidiflorae
Asphondylia stachidiflorae är en tvåvingeart som beskrevs av Fedotova 2003. Asphondylia stachidiflorae ingår i släktet Asphondylia och familjen gallmyggor. Inga underarter finns listade i Catalogue of Life.